# 구형서
구형서(具亨書, 1981년 11월 26일 ~ )는 대한민국의 충청남도의원이다.

## 학력
- 천안청수초등학교 졸업
- 천안북중학교(46회) 졸업
- 천안중앙고등학교(30회) 졸업
- 단국대학교 졸업(경제학, 경영학 전공)
- 고려대학교 행정전문대학원(재)

## 경력
- (전) 국회 의원실 보좌관(4급상당)
- (전) 더불어민주당 천안을 지역위원회 사무국장
- (전) 더불어민주당 충청남도당 천안시 을 불당2동 당원협의회장
- (전) 더불어민주당 중앙당 부대변인
- 2022년 7월 1일 ~ : 제12대 충청남도의회 의원
- 충청남도의회 교육위원회 부위원장(전반기)
- 충청남도의회 청년정책특별위원회 부위원장
- 충청남도의회 기획경제위원회 부위원장(후반기)

## 역대 선거 결과
| 실시년도 | 선거      | 대수 | 직책   | 선거구                | 정당         | 득표수   | 득표율          | 순위 | 당락 | 비고           |
| -------- | --------- | ---- | ------ | --------------------- | ------------ | -------- | --------------- | ---- | ---- | -------------- |
| 2022년   | 지방 선거 | 12대 | 도의원 | 충남 천안시 제4선거구 | 더불어민주당 | 12,466표 | \| \| 52.94% \| | 1위  |      | 초선, 민선 8기 |
|          | 52.94%    |      |        |                       |              |          |                 |      |      |                |